# Wirecard
 A Wirecard AG foi uma empresa internacional, prestadora de serviços financeiros e tecnológicos com sede na Alemanha.

## Processamento
A empresa disponibilizava o processamento de pagamentos, emissão de cartões e serviços de gestão de riscos para mais de 7 mil clientes empresariais, em todo o mundo.

## Concorrentes
O seu serviço de pagamento pela Internet, iria competir com os serviços da PayPal e da Western Union. A Wirecard Bank AG operava sob uma licença bancária alemã e era um Membro Principal da VISA, MasterCard e JCB. A Wirecard AG esteve listada na Bolsa de Frankfurt.

## Informações financeiras
A Wirecard AG receitas consolidadas anuais de 81,94 milhões de Euros para o ano fiscal de 2006. O valor pro forma comparativo com o ano anterior era de 55,5 milhões de Euros, o que se traduziu num crescimento de cerca de 47 por cento. Os lucros operacionais antes de juros e imposto (EBIT) subiram de 9,8 milhões de Euros, no ano fiscal de 2005, para 18,56 milhões de Euros em 2006, um aumento de cerca de 90 por cento.
A Wirecard AG encontrou-se no índice TecDAX  da Deutsche Börse desde 18 de Setembro de 2006 até à sua falência, e esteve presentemente classificada entre as 30 maiores empresas de tecnologia da Alemanha, listadas no DAX. Em 31 de Dezembro de 2006, a Wirecard alcançou a 15ª posição na classificação TecDAX da Deutsche Börse AG, em termos de capitalização, e a 18ª posição do mercado em termos de volume de negócios do livro de encomendas. Os lucros diluídos e básicos por ação alcançaram um valor de 0,20 Euros no ano fiscal de 2006, em comparação com o valor de 0,13 Euros no ano fiscal do 2005. O crescimento da Wirecard verificou-se até 2015, até que os seus grandes resultados começaram a levantar suspeitas de fraude fiscal e de lavagem de dinheiro. Após várias tentativas de denúncia, durante anos, do jornal Financial Times, existiram provas sólidas de fraude em 2019. Estas provas levaram a uma auditoria geral pela empresa KPMG ainda no mesmo ano, tendo o parecer da mesma ter comprovado os indícios de que eram acusados. Após a divulgação dos resultados da auditoria, a empresa apenas aguentou seis meses no mercado e, em Agosto de 2020, foi apresentada insolvência administrativa, despedindo mais de 730 funcionários.

## Produtos e Serviços
Em Novembro de 2006, a Wirecard lançou um serviço de pagamento pela Internet designado "Wirecard". Com o cadastro online o consumidor abre uma conta no Wirecard Bank AG que podia ser carregada através de dinheiro, cartões, débito directo, transferência bancária ou vários esquemas de pagamento locais. O serviço incluíram um MasterCard pré-pago virtual e gratuito para consumidores, que podia ser utilizado para pagamento em milhões de localizações MasterCard em todo o mundo. Além dos produtos MasterCard padrão, o sistema Wirecard permitia também aos usuários internacionais transferir dinheiro uns aos outros, em tempo real. Um MasterCard “físico” opcional permitia aos usuários pagarem os seus débitos em 24,7 milhões de locais que aceitam pagamentos com MasterCard e sacar dinheiro em cerca de 1 milhão de caixas eletrônicos (ATM) em todo o mundo.
A plataforma de processamento eletrônico de pagamento e de gestão de riscos da Wirecard AG suportava mais de 85 formas de pagamento locais e internacionais e de proteção contra fraudes. A Wirecard AG era um membro das organizações ADP CardClear e IATA.
O produto Pagamentos de Comissão e do Fornecedor (Supplier and Commission Payments – SCP) da Wirecard permitia pagamentos automáticos de contas a fornecedores e agentes de vendas em todo o mundo. O serviço baseava-se numa emissão automática de cartões de crédito "virtuais" pela Wirecard Bank AG. Pagamentos de fornecedores ou comissões a serem transferidos internacionalmente (como por exemplo o pagamento de comissões intermediárias por hotéis a agências de viagens) podiam ser processados e pagos através do envio eletrônico de um número de cartão de crédito “virtual” de utilização única e limitada.
A Wirecard Bank AG disponibilizava serviços de aquisição de cartões a clientes empresariais para a VISA, MasterCard e JCB. Vários tipos de cartões de crédito e débito eram emitidos para clientes físicos e jurídicos.

## Estatuto do banco
Desde 1 de Janeiro de 2006 que a Wirecard Bank AG fez parte do grupo Wirecard Group. A Wirecard Bank AG operava sob uma licença bancária completa e era um Membro Principal da VISA, MasterCard e JCB. Os depósitos do banco eram assegurados pelo Fundo de Proteção de Depósitos da Associação Alemã de Bancos (Einlagensicherungsfonds deutscher Banken e.V.).

## Cobertura da imprensa
- PC Magazine: Wirecard Explains How Virtual Banking Will Work
- CardMarketing 2.0: Wirecard Bank sets up in Second Life
- SLNN.COM: Wirecard AG is the first German bank to open an island in SL